# Колюшев, Илья Иванович
Илья Иванович Колюшев (17 июля 1904 года, д. Купишиха Тверской губернии — 16 октября 1967 года, Ужгород) — советский биолог, кандидат биологических наук. Директор (ректор) Томского университета.

## Биография
Родился в 1904 году в Тверской губернии в крестьянской многодетной семье, имел 11 братьев и сестёр. Учился в церковно-приходской школе, затем в земской школе. В 1922 году пошёл работать на Каменскую писчебумажную фабрику, учился в вечерней школе при фабрике.
В 1923 году губернским комитетом РЛКСМ был направлен на обучение в 1-й Московский государственный университет на медицинский факультет, который во время его обучения был реорганизован в медицинский факультет Томского университета, куда он и переехал.
В 1930 году получил диплом по специальности «Охотоведение и опытное звероводство». Остался работать лаборантом в вузе, позже стал директором Зоологического музея университета. С 1938 года заведовал кафедрой зоологии позвоночных животных. С мая по август 1938 года исполнял обязанности директора (ректора) Томского университета.
В своей научной деятельности сосредоточился на изучении млекопитающих животных, обитающих на севере Западной и Средней Сибири. Часто привлекался к командировкам по региону, в качестве охотоведа-зоолога, с целью налаживания охотного промысла в регионе. Составил систематическое описание северосибирских млекопитающих, включавших 52 вида и подвида, относившихся к 4 отрядам животных.
Во время Великой Отечественной войны работал в политотделе Военной академии связи им. С. М. Будённого, которая была эвакуирована в Томск. В 1947 году в звании майора был отправлен в запас.
В 1947 году был направлен в недавно созданный Ужгородский университет, где работал заведующим кафедры зоологии позвоночных. В 1948 по 1950 работал проректором, с 1956 года деканом химико-биологического факультета.
В 1960—1961 годах работал во Вьетнаме в Ханойском университете в составе группы советских специалистов. За работу награждён вьетнамским орденом Трудового Красного Знамени.
По возвращении из командировки продолжил работу в Ужгородском университете.
Скончался в 1967 году в Ужгороде.

## Труды
- мМатериалы по фауне и промыслу западного угла Таймырского полуострова. Томск, 1933;
- Заметки по млекопитающим устья р. Лены // Систематические заметки по материалам зоологического музея Биологического института при ТГУ им. В. В. Куйбышева. 1935. № 1 — Электронный ресурс: vital.lib.tsu.ru.
- Млекопитающие Крайнего Севера Западной и Средней Сибири // Труды Биологического научно-исследовательского института. Томск, 1936. Т. II, № 8 — Электронный ресурс: vital.lib.tsu.ru.
- Короткий визначник риб Закарпатскоi области УРСР. Ужгород, 1949;
- Визначник земноводних i плазунів Закарпатскоi области УРСР. Ужгород, 1956;
- Позвоночные животные Украинских Карпат и их хозяйственное значение. Ужгород, 1963;
- О животном мире пещер. Ужгород, 1966.